# Stazione di Presicce-Acquarica
Stazione di Presicce-Acquarica vasútállomás Olaszországban, Puglia régióban, Acquarica del Capo településen.

## Vasútvonalak
Az állomást az alábbi vasútvonalak érintik:
- Novoli-Gagliano del Capo-vasútvonal

## Kapcsolódó állomások
A vasútállomáshoz az alábbi állomások vannak a legközelebb: 
- Ugento-Taurisano railway station (Novoli railway station, Novoli-Gagliano del Capo-vasútvonal)
- Salve-Ruggiano railway station (Stazione di Gagliano Leuca, Novoli-Gagliano del Capo-vasútvonal)